# Diecezja Suifu
Diecezja Suifu, diecezja Yibin (łac. Dioecesis Siufuanus, chiń. 天主教叙府教区) – rzymskokatolicka diecezja ze stolicą w Yibinie, w prowincji Syczuan, w Chińskiej Republice Ludowej. Biskupstwo jest sufraganią archidiecezji Chongqing.

## Historia
24 stycznia 1860 papież Pius IX erygował wikariat apostolski Południowego Syczuanu. Dotychczas wierni z tych terenów należeli do wikariatu apostolskiego Północno-Zachodniego Syczuanu (obecnie diecezja Chengdu).
12 sierpnia 1910 odłączono wikariat apostolski Jianchang (obecnie diecezja Ningyuan). 3 grudnia 1924 zmieniono nazwę omawianej jednostki na wikariat apostolski Suifu (Suifu to ówczesna nazwa Yibinu; jako że w późniejszych latach papieże nie mieli możliwości jej zmiany pozostała ona do dziś).
10 lipca 1929 odłączono prefekturę apostolską Yazhou (obecnie diecezja Jiading).
W wyniku reorganizacji chińskich struktur kościelnych dokonanych przez Piusa XII 11 kwietnia 1946 wikariat apostolski Suifu został podniesiony do rangi diecezji.
Od zwycięstwa komunistów w chińskiej wojnie domowej w 1949 diecezja, podobnie jak cały prześladowany Kościół katolicki w Chinach, nie może normalnie działać. W 1950 zagraniczni misjonarze na czele z bp René-Désiré-Romainem Boisguériem MEP zostali wydaleni z kraju. W latach 50. XX w. wszystkie katolickie szkoły i organizacje charytatywne zostały znacjonalizowane. W 1959 wyświęcono bez zgody papieża antybiskupa Suifu, mimo iż bp Boisguéri nie zrezygnował z katedry.
W 1985 kolejnym biskupem został John Chen Shizhong. Miał on uznanie zarówno Stolicy Apostolskiej jak i rządu w Pekinie. W 2011 udzielił on sakry biskupiej swojemu koadiutorowi, którym został Peter Luo Xuegang. Odbyła się ona za zgodą zarówno Watykanu jak i Pekinu. Jednak cieniem na tym wydarzeniu położył się udział w nim ekskomunikowanego antybiskupa Jiading Paula Lei Shiyina. Z tego powodu nad uroczystością czuwała duża liczba policjantów. W chwili śmierci bp Chena Shizhonga w 2012 diecezja liczyła ok. 40 000 wiernych, 9 księży i 7 sióstr zakonnych.

## Ordynariusze
wszyscy ordynariusze do 1983 byli Francuzami

### Wikariusze apostolscy
- Pierre-Julien Pichon MEP (1860 - 1871)
- Jules Lepley MEP (1871 - 1886)
- Marc Chatagnon MEP (1887 - 1920)
- Jean-Pierre-Marie Fayolle MEP (1920 - 1931)
- Louis-Nestor Renault MEP (1931 - 1943)
- René-Désiré-Romain Boisguérin MEP (1946)

### Biskupi
- René-Désiré-Romain Boisguérin MEP (1946 - 1983) de facto wydalony z komunistycznych Chin w 1950, nie miał po tym czasie realnej władzy w diecezji
- John Chen Shizhong (1985 - 2012)
- Peter Luo Xuegang (2012 - nadal)

### Antybiskup
Ordynariusz rządzący bez mandatu papieskiego:
- Wang Juguang (1959 – 1977).